# Týniště (Malešov)
Týniště (německy Tinischt) je malá vesnice, část městyse Malešov v okrese Kutná Hora. Nachází se asi 2,5 km na jih od Malešova. Prochází tudy železniční trať Kutná Hora – Zruč nad Sázavou. V údolí východně od Týniště protéká Opatovický potok, který je pravostranným přítokem říčky Vrchlice.
Týniště leží v katastrálním území Týniště u Malešova o rozloze 2,19 km².

## Název
Název vesnice je odvozen z obecného jména tyniště, které označovalo otýněné (ohrazené) místo. V historických pramenech se jméno vsi objevuje ve tvarech: v Tyništi (1420), Tynnisstie (1535), Tynistie (1562) nebo „ve vsi Tyništích“ (1599).

## Historie
První písemná zmínka o vesnici pochází z roku 1420.